# Eisschnelllauf-Mehrkampfeuropameisterschaft 2009

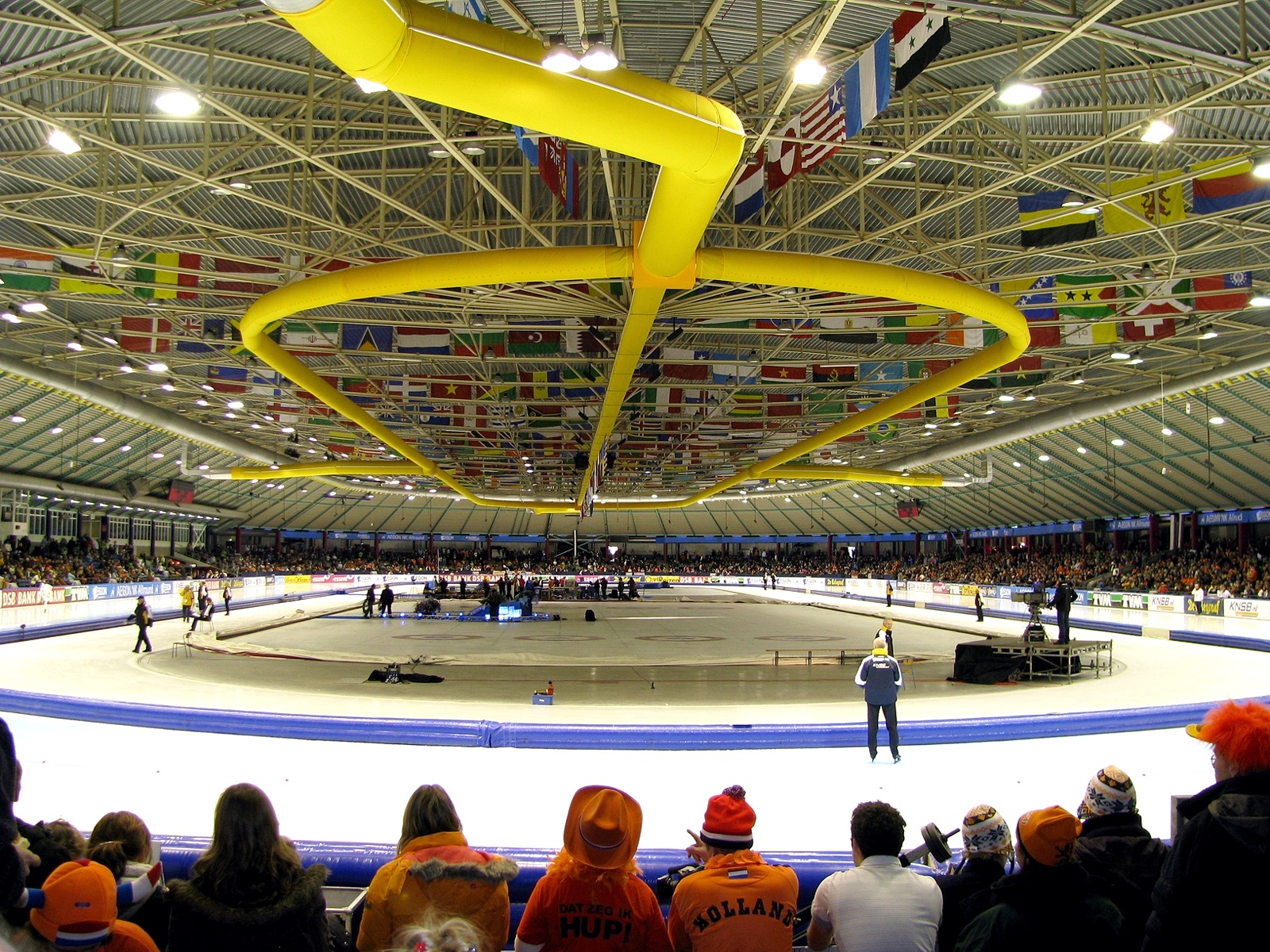
Der Austragungsort: die Thialf-Arena

Die 105. Eisschnelllauf-Mehrkampfeuropameisterschaft (34. der Frauen) wurde vom 9. bis 11. Januar 2009 im Thialf im niederländischen Heerenveen ausgetragen.

## Teilnehmende Nationen
- 59 Sportler aus 20 Nationen nahmen daran teil[1]

| Teilnehmende Nationen (Frauen/Männer)                                                                     | Teilnehmende Nationen (Frauen/Männer)                                                     | Teilnehmende Nationen (Frauen/Männer)                                    |
| --- | ----------------------------------------------------------------------------------------- | ------------------------------------------------------------------------ |
| Österreich (1/0) Belgien (0/1) Belarus (2/1) Tschechien (2/1) Dänemark (1/0) Vereinigtes Königreich (0/1) | Deutschland (4/3) Ungarn (1/1) Italien (0/3) Niederlande (4/4) Norwegen (3/4) Polen (2/2) | Rumänien (2/1) Russland (3/3) Schweiz (0/1) Schweden (2/2) Ukraine (1/0) |

## Wettbewerb
Bei der Mehrkampfeuropameisterschaft geht es über jeweils vier Distanzen. Die Frauen laufen 500, 3000, 1500 und 5000 Meter und die Männer 500, 5000, 1500 und 10.000 Meter. Jede gelaufene Einzelstreckenzeit wird in Sekunden auf 500 Meter heruntergerechnet und addiert. Die Summe ergibt die Gesamtpunktzahl. Die zwölf besten Frauen und Männer nach drei Strecken werden für die letzte Distanz zugelassen. Meister wird, wer nach vier Strecken die niedrigste Gesamtpunktzahl erlaufen hat.

### Frauen

#### Endstand Kleiner Vierkampf
- Zeigt die zwölf Finalteilnehmerinnen über 5000 Meter

| Rang | Name                   | 500 Meter/Pkt. | 3000 Meter   | Pkt.  | 1500 Meter   | Pkt.  | 5000 Meter       | Pkt.  | Gesamt- punkte |
| ---- | ---------------------- | -------------- | ------------ | ----- | ------------ | ----- | ---------------- | ----- | -------------- |
| 1    | Claudia Pechstein      | 39,74 (2)      | 4:04,41 (1)  | 40,73 | 1:57,72 (2)  | 39,24 | 7:02,99 (2)      | 42,29 | 162,014        |
| 2    | Daniela Anschütz-Thoms | 40,00 (3)      | 4:04,97 (2)  | 40,82 | 1:57,21 (1)  | 39,07 | 7:04,09 (3)      | 42,40 | 162,307        |
| 3    | Martina Sáblíková      | 40,90 (12)     | 4:05,34 (4)  | 40,89 | 1:59,12 (6)  | 39,70 | 6:53,19 (1) (CR) | 41,31 | 162,815        |
| 4    | Paulien van Deutekom   | 40,04 (4)      | 4:05,24 (3)  | 40,87 | 1:58,12 (3)  | 39,37 | 7:08,33 (7)      | 42,83 | 163,119        |
| 5    | Renate Groenewold      | 40,73 (10)     | 4:07,52 (5)  | 41,25 | 1:58,66 (5)  | 39,55 | 7:04,29 (4)      | 42,42 | 163,965        |
| 6    | Ireen Wüst             | 40,19 (6)      | 4:11,36 (7)  | 41,89 | 1:58,28 (4)  | 39,42 | 7:05,33 (5)      | 42,53 | 164,042        |
| 7    | Elma de Vries          | 40,46 (8)      | 4:13,42 (10) | 42,23 | 2:00,97 (9)  | 40,32 | 7:14,35 (9)      | 43,43 | 166,454        |
| 8    | Katarzyna Wójcicka     | 40,88 (11)     | 4:12,92 (9)  | 42,15 | 2:00,69 (8)  | 40,23 | 7:19,00 (11)     | 43,90 | 167,163        |
| 9    | Maren Haugli           | 41,42 (18)     | 4:12,20 (8)  | 42,03 | 2:01,28 (10) | 40,42 | 7:13,05 (8)      | 43,30 | 167,184        |
| 10   | Anna Rokita            | 41,37 (17)     | 4:14,64 (12) | 42,44 | 2:02,33 (11) | 40,77 | 7:18,77 (10)     | 43,87 | 168,463        |
| 11   | Lucille Opitz          | 41,09 (13)     | 4:13,78 (11) | 42,29 | 2:02,52 (14) | 40,84 | 7:26,27 (12)     | 44,62 | 168,853        |
| 12   | Stephanie Beckert      | 43,62 (26)     | 4:10,08 (6)  | 41,68 | 2:04,79 (20) | 41,59 | 7:06,98 (6)      | 42,69 | 169,594        |

#### 500 Meter
| Platz | Name                   | Land        | Zeit/Punkte |
| ----- | ---------------------- | ----------- | ----------- |
| 1     | Alla Schabanowa        | Russland    | 39,58       |
| 2     | Claudia Pechstein      | Deutschland | 39,74       |
| 3     | Daniela Anschütz-Thoms | Deutschland | 40,00       |
| 4     | Paulien van Deutekom   | Niederlande | 40,04       |
| 5     | Jekaterina Abramowa    | Russland    | 40,18       |
| 6     | Ireen Wüst             | Niederlande | 40,19       |
| 7     | Hege Bøkko             | Norwegen    | 40,42       |
| 8     | Elma de Vries          | Niederlande | 40,46       |
| 9     | Anna Badajewa          | Belarus     | 40,61       |
| 10    | Renate Groenewold      | Niederlande | 40,73       |
|       |                        |             |             |
| 13    | Lucille Opitz          | Deutschland | 41,09       |
| 17    | Anna Rokita            | Österreich  | 41,37       |
| 26    | Stephanie Beckert      | Deutschland | 43,62       |

#### 3000 Meter
| Platz | Name                   | Land        | Zeit    | Punkte |
| ----- | ---------------------- | ----------- | ------- | ------ |
| 1     | Claudia Pechstein      | Deutschland | 4:04,41 | 40,73  |
| 2     | Daniela Anschütz-Thoms | Deutschland | 4:04,97 | 40,82  |
| 3     | Paulien van Deutekom   | Niederlande | 4:05,24 | 40,87  |
| 4     | Martina Sáblíková      | Tschechien  | 4:05,34 | 40,89  |
| 5     | Renate Groenewold      | Niederlande | 4:07,52 | 41,25  |
| 6     | Stephanie Beckert      | Deutschland | 4:10,08 | 41,68  |
| 7     | Ireen Wüst             | Niederlande | 4:11,36 | 41,89  |
| 8     | Maren Haugli           | Norwegen    | 4:12,20 | 42,03  |
| 9     | Katarzyna Wójcicka     | Polen       | 4:12,92 | 42,15  |
| 10    | Elma de Vries          | Niederlande | 4:13,42 | 42,23  |
|       |                        |             |         |        |
| 11    | Lucille Opitz          | Deutschland | 4:13,78 | 42,29  |
| 12    | Anna Rokita            | Österreich  | 4:14,64 | 42,44  |

#### 1500 Meter
| Platz | Name                   | Land        | Zeit    | Punkte |
| ----- | ---------------------- | ----------- | ------- | ------ |
| 1     | Daniela Anschütz-Thoms | Deutschland | 1:57,21 | 39,07  |
| 2     | Claudia Pechstein      | Deutschland | 1:57,72 | 39,24  |
| 3     | Paulien van Deutekom   | Niederlande | 1:58,12 | 39,37  |
| 4     | Ireen Wüst             | Niederlande | 1:58,28 | 39,42  |
| 5     | Renate Groenewold      | Niederlande | 1:58,66 | 39,55  |
| 6     | Martina Sáblíková      | Tschechien  | 1:59,12 | 39,70  |
| 7     | Alla Schabanowa        | Russland    | 1:59,81 | 39,93  |
| 8     | Katarzyna Wójcicka     | Polen       | 2:00,69 | 40,23  |
| 9     | Elma de Vries          | Niederlande | 2:00,97 | 40,32  |
| 10    | Maren Haugli           | Norwegen    | 2:01,28 | 40,42  |
|       |                        |             |         |        |
| 11    | Anna Rokita            | Österreich  | 2:02,33 | 40,77  |
| 14    | Lucille Opitz          | Deutschland | 2:02,52 | 40,84  |
| 20    | Stephanie Beckert      | Deutschland | 2:04,79 | 41,59  |

#### 5000 Meter
| Platz | Name                   | Land        | Zeit         | Punkte |
| ----- | ---------------------- | ----------- | ------------ | ------ |
| 1     | Martina Sáblíková      | Tschechien  | 6:53,19 (CR) | 41,31  |
| 2     | Claudia Pechstein      | Deutschland | 7:02,99      | 42,29  |
| 3     | Daniela Anschütz-Thoms | Deutschland | 7:04,09      | 42,40  |
| 4     | Renate Groenewold      | Niederlande | 7:04,29      | 42,42  |
| 5     | Ireen Wüst             | Niederlande | 7:05,33      | 42,53  |
| 6     | Stephanie Beckert      | Deutschland | 7:06,98      | 42,69  |
| 7     | Paulien van Deutekom   | Niederlande | 7:08,33      | 42,83  |
| 8     | Maren Haugli           | Norwegen    | 7:13,05      | 43,30  |
| 9     | Elma de Vries          | Niederlande | 7:14,35      | 43,43  |
| 10    | Anna Rokita            | Österreich  | 7:18,77      | 43,87  |
|       |                        |             |              |        |
| 12    | Lucille Opitz          | Deutschland | 7:26,27      | 44,62  |

### Männer

#### Endstand Großer Vierkampf
- Zeigt die zwölf Finalteilnehmer über 10.000 Meter

| Rang | Name                | 500 Meter/Pkt. | 5000 Meter   | Pkt.  | 1500 Meter   | Pkt.  | 10.000 Meter  | Pkt.  | Gesamt- punkte |
| ---- | ------------------- | -------------- | ------------ | ----- | ------------ | ----- | ------------- | ----- | -------------- |
| 1    | Sven Kramer         | 36,47 (5)      | 6:15,76 (1)  | 37,57 | 1:46,53 (1)  | 35,51 | 13:00,16 (1)  | 39,00 | 148,564        |
| 2    | Håvard Bøkko        | 37,36 (15)     | 6:18,51 (2)  | 37,85 | 1:47,47 (5)  | 35,82 | 13:09,23 (2)  | 39,46 | 150,495        |
| 3    | Wouter Olde Heuvel  | 36,72 (8)      | 6:21,84 (3)  | 38,18 | 1:47,44 (4)  | 35,81 | 13:18,25 (4)  | 39,91 | 150,629        |
| 4    | Iwan Skobrew        | 36,68 (7)      | 6:30,22 (7)  | 39,02 | 1:47,97 (6)  | 35,99 | 13:19,85 (5)  | 39,99 | 151,684        |
| 5    | Carl Verheijen      | 37,71 (19)     | 6:25,52 (5)  | 38,55 | 1:48,88 (10) | 36,29 | 13:18,11 (3)  | 39,90 | 152,460        |
| 6    | Robert Lehmann      | 36,34 (3)      | 6:36,29 (11) | 39,62 | 1:48,28 (9)  | 36,09 | 13:44,84 (10) | 41,24 | 153,304        |
| 7    | Sverre Haugli       | 37,97 (21)     | 6:25,11 (4)  | 38,51 | 1:50,00 (15) | 36,66 | 13:28,79 (7)  | 40,78 | 153,586        |
| 8    | Tobias Schneider    | 37,09 (12)     | 6:35,17 (10) | 39,51 | 1:49,26 (11) | 36,42 | 13:35,70 (9)  | 40,78 | 153,812        |
| 9    | Konrad Niedźwiedzki | 36,25 (2)      | 6:44,89 (17) | 40,48 | 1:48,27 (8)  | 36,09 | 14:07,05 (11) | 42,35 | 155,181        |
| 10   | Jewgeni Lalenkow    | 36,20 (1)      | 6:47,96 (20) | 40,79 | 1:46,62 (2)  | 35,54 | 14:35,33 (12) | 43,76 | 156,302        |
| 11   | Øystein Grødum      | 39,88 (27)     | 6:32,56 (8)  | 39,25 | 1:53,51 (22) | 37,83 | 13:26,84 (6)  | 40,34 | 157,314        |
| 12   | Koen Verweij        | 66,95 A (31)   | 6:29,91 (6)  | 38,99 | 1:48,24 (7)  | 36,08 | 13:35,07 (8)  | 40,75 | 182,774        |

A Sturz

#### 500 Meter
| Platz | Name                | Land        | Zeit/Punkte |
| ----- | ------------------- | ----------- | ----------- |
| 1     | Jewgeni Lalenkow    | Russland    | 36,20       |
| 2     | Konrad Niedźwiedzki | Polen       | 36,25       |
| 3     | Robert Lehmann      | Deutschland | 36,34       |
| 4     | Joel Eriksson       | Schweden    | 36,45       |
| 5     | Sven Kramer         | Niederlande | 36,47       |
| 6     | Enrico Fabris       | Italien     | 36,55       |
| 7     | Iwan Skobrew        | Russland    | 36,68       |
| 8     | Wouter Olde Heuvel  | Niederlande | 36,72       |
| 9     | Lars Kvaalen        | Norwegen    | 36,79       |
| 10    | Matteo Anesi        | Italien     | 36,94       |
|       |                     |             |             |
| 12    | Tobias Schneider    | Deutschland | 37,09       |
| 23    | Marco Weber         | Deutschland | 38,21       |
| 28    | Jan Caflisch        | Schweiz     | 40,31       |

#### 5000 Meter
| Platz | Name               | Land        | Zeit    | Punkte |
| ----- | ------------------ | ----------- | ------- | ------ |
| 1     | Sven Kramer        | Niederlande | 6:15,76 | 37,57  |
| 2     | Håvard Bøkko       | Norwegen    | 6:18,51 | 37,85  |
| 3     | Wouter Olde Heuvel | Niederlande | 6:21,84 | 38,18  |
| 4     | Sverre Haugli      | Norwegen    | 6:25,11 | 38,51  |
| 5     | Carl Verheijen     | Niederlande | 6:25,52 | 38,55  |
| 6     | Koen Verweij       | Niederlande | 6:29,91 | 38,99  |
| 7     | Iwan Skobrew       | Russland    | 6:30,22 | 39,02  |
| 8     | Øystein Grødum     | Norwegen    | 6:32,56 | 39,25  |
| 9     | Sławomir Chmura    | Polen       | 6:34,08 | 39,40  |
| 10    | Tobias Schneider   | Deutschland | 6:35,17 | 39,51  |
|       |                    |             |         |        |
| 11    | Robert Lehmann     | Deutschland | 6:36,29 | 39,62  |
| 14    | Marco Weber        | Deutschland | 6:40,35 | 40,03  |
| 26    | Jan Caflisch       | Schweiz     | 7:07,21 | 42,72  |

#### 1500 Meter
| Platz | Name                | Land        | Zeit    | Punkte |
| ----- | ------------------- | ----------- | ------- | ------ |
| 1     | Sven Kramer         | Niederlande | 1:46,53 | 35,51  |
| 2     | Jewgeni Lalenkow    | Russland    | 1:46,62 | 35,54  |
| 4     | Wouter Olde Heuvel  | Niederlande | 1:47,44 | 35,81  |
| 5     | Håvard Bøkko        | Norwegen    | 1:47,47 | 35,82  |
| 6     | Iwan Skobrew        | Russland    | 1:47,97 | 35,99  |
| 7     | Koen Verweij        | Niederlande | 1:48,24 | 36,08  |
| 8     | Konrad Niedźwiedzki | Polen       | 1:48,27 | 36,09  |
| 9     | Robert Lehmann      | Deutschland | 1:48,28 | 36,09  |
| 10    | Carl Verheijen      | Niederlande | 1:48,88 | 36,29  |
|       |                     |             |         |        |
| 11    | Tobias Schneider    | Deutschland | 1:49,26 | 36,42  |
| 20    | Marco Weber         | Deutschland | 1:52,30 | 37,43  |
| 29    | Jan Caflisch        | Schweiz     | 2:00,27 | 40,09  |

#### 10.000 Meter
| Platz | Name               | Land        | Zeit     | Punkte |
| ----- | ------------------ | ----------- | -------- | ------ |
| 1     | Sven Kramer        | Niederlande | 13:00,16 | 39,00  |
| 2     | Håvard Bøkko       | Norwegen    | 13:09,23 | 39,46  |
| 3     | Carl Verheijen     | Niederlande | 13:18,11 | 39,90  |
| 4     | Wouter Olde Heuvel | Niederlande | 13:18,25 | 39,91  |
| 5     | Iwan Skobrew       | Russland    | 13:19,85 | 39,99  |
| 6     | Øystein Grødum     | Norwegen    | 13:26,84 | 40,34  |
| 7     | Sverre Haugli      | Norwegen    | 13:28,79 | 40,43  |
| 8     | Koen Verweij       | Niederlande | 13:35,07 | 40,75  |
| 9     | Tobias Schneider   | Deutschland | 13:35,70 | 40,78  |
| 10    | Robert Lehmann     | Deutschland | 13:44,84 | 41,24  |

## Trivia
Der Niederländer Koen Verweij stürzte im Lauf über 500 Meter. Die Folge war der letzte Platz in der Gesamtwertung (Gesamtpunktzahl) nach drei Strecken. Im Finale der besten Zwölf durfte er dennoch starten. Möglich wurde dies durch eine Regelung bezüglich der zweitlängsten Strecke. Im Lauf über 5000 Meter belegte er Platz 6 und konnte sich damit für das Finale qualifizieren.